# Pachira
Pachira là một chi thực vật bao gồm các loài cây gỗ nhiệt đới phân bố trong khu vực Trung và Nam Mỹ, châu Phi và Ấn Độ. Chúng được phân loại trong phân họ Bombacoideae của họ Malvaceae. Trước đây chi này được gán vào họ Bombacaceae. Trước đó nữa thì nó thuộc họ Sterculiaceae (nay được coi là lỗi thời).
Các tác giả khác nhau coi họ này chứa 50-80 loài.
Chúng là các loại cây gỗ to hay nhỏ với các lá hình ngón tay gồm 5-7 lá phụ hình bầu dục không lông, quả là quả nang một ngăn hình ôvan (trái xoan) dạng gỗ mở bởi một lượng các vách ngăn và chứa nhiều hạt. 
Tên chi bắt nguồn từ ngôn ngữ sử dụng tại Guyana.

## Lịch sử
Mặc dù được Jean Baptiste Aublet đặt tên ban đầu là Pachira vào năm 1775, nhưng do không biết đến điều này nên năm 1782 Carl Linnaeus Con đã gọi chi này là Carolinea theo tên của nữ công tước (hoặc nữ hầu tước) "Sophia Caroline xứ Baden" năm 1782.
Quy tắc quyền ưu tiên đặt độ ưu tiên cao hơn cho Pachira.
Hầu tước Baden là Karl Wilhelm (1709 – 1738) đã thiết lập lâu đài Karlsruhe (Karlsruher Schloß) năm 1715. Ông quan tâm đáng kể tới thực vật học, cụ thể là các loại cây kì dị, và có một lượng lớn các cây gỗ nhập khẩu để trồng trong các khu vườn của lâu đài (Schloßgarten). Cháu nội ông là Karl Friedrich (1738 - 1811) cưới Nữ công tước Karoline Luise von Hessen-Darmstadt (1723 - 1783) năm 1751. Karoline Luise là một nhà thực vật học có tiếng tăm. Bà từng trao đổi thư tín với Carl von Linné (Carl Linnaeus), gieo trồng nhiều loại cây trong các khu vườn của lâu đài, có các bản chạm khắc của chúng để viết thành sách và phân loại chúng theo hệ thống phân loại của Linnaeus. Con trai của Linnaeus là Carl Linnaeus Con đã ghi nhận các đóng góp của bà bằng việc đặt tên cho một loài cây gỗ (Pachira aquatica, tên tiếng Đức glückskastanie) là Carolinea princeps theo tên và tước hiệu của bà.

## Sử dụng
Các loài cây gỗ trong chi này cung cấp gỗ, thừng chão và hạt để nhồi gối và đệm.

## Các loài
- Pachira amazonica (A.Robyns) W.S.Alverson
- Pachira aquatica Aubl.
- Pachira aracamuniana (Steyerm.) W.S.Alverson
- Pachira brevipes (A.Robyns) W.S.Alverson
- Pachira calophylla (K.Schum.) Fern.Alonso
- Pachira coriacea (Mart.) W.S.Alverson
- Pachira cowanii (A.Robyns) W.S.Alverson
- Pachira cubensis (A.Robyns) Fern.Alonso
- Pachira dolichocalyx A. Robyns
- Pachira duckei (A.Robyns) Fern.Alonso
- Pachira dugandeana (A.Robyns) Fern.Alonso
- Pachira emarginata A.Rich.
- Pachira faroensis (Ducke) W.S.Alverson
- Pachira flaviflora (Pulle) Fern.Alonso
- Pachira fuscolepidota (Steyerm.) W.S.Alverson
- Pachira glabra Pasq.
- Pachira gracilis (A.Robyns) W.S.Alverson
  - Pachira gracilis subsp. bolivarensis (Steyerm.) W.S.Alverson
- Pachira humilis Spruce ex Decne.
- Pachira insignis (Sw.) Savigny: Loài này có du nhập vào Việt Nam, được gọi là miên quả.
- Pachira liesneri (Steyerm.) W.S.Alverson
- Pachira longiflora (Mart. & Zucc.) Decne.
- Pachira macrocalyx (Ducke) Fern.Alonso
- Pachira mawarinumae (Steyerm.) W.S.Alverson
- Pachira minor (Sims) Hemsl.
- Pachira nervosa (Uittien) Fern.Alonso
- Pachira nitida Kunth
- Pachira obovata (A.Robyns) W.S.Alverson
- Pachira orinocensis (A.Robyns) W.S.Alverson
- Pachira paraensis (Ducke) W.S.Alverson
- Pachira patinoi (Dugand & A.Robyns) Fern.Alonso
- Pachira pseudofaroensis (A.Robyns) W.S.Alverson
- Pachira pulchra Planch. & Linden ex Triana & Planch.
- Pachira punga-schunkei Fern. Alonso
- Pachira quinata (Jacq.) W.S.Alverson[13]
- Pachira retusa (Mart.) Fern.Alonso
- Pachira robynsii (Steyerm. & W.D.Stevens) W.S.Alverson
- Pachira rupicola (A.Robyns) W.S.Alverson
- Pachira rurrenabaqueana (Rusby) Fern.Alonso
- Pachira sessilis Benth.
- Pachira sordida (R.E.Schult.) W.S.Alverson
- Pachira speciosa Triana & Planch.
- Pachira stenopetala Casar.
- Pachira subandina (Dugand) Fern.Alonso
- Pachira tepuiensis (Steyerm.) W.S.Alverson
- Pachira tocantina (Ducke) Fern.Alonso
- Pachira trinitensis Urb.
  - Pachira trinitensis var. mucronulata (Pittier) Fern.Alonso
- Pachira yapacanae Steyerm. ex W.S.Alverson

### Chuyển đi
- Pseudobombax grandiflorum (Cav.) A.Robyns (từng là P. cyathophora Casar.)[13]